# إيفان نافارو
إيفان نافارو (بالإنجليزية: Yvonne Navarro)‏ (1957)؛ كاتِبة وروائية أمريكية.